# Émile Hecq
Pour les articles homonymes, voir Hecq.
Émile Hecq, né à Anderlues (province de Hainaut, Belgique) le 19 février 1927, mort au Bois-Plage-en-Ré (France) le 10 juin 2009, est un peintre belge. Il appartient à la Nouvelle figuration.

## Biographie
Émile Hecq est de 1941 à 1947 élève de l'Académie royale des Beaux-Arts de Mons. Après la Seconde Guerre mondiale, il se marie avec Yvette Prince, artiste-peintre et lissière qui lui donne un fils, Darius Hecq, artiste-peintre. Ils se sépareront au cours des années 1950.
René Huyghe et Jean-Pierre Delarge s'accordent à relever que les premières œuvres d'Émile Hecq, déjà empreintes de virulence expressionniste et chargées de matière, l'apparentent au groupe Cobra, rappelant toutefois qu'il n'adhéra jamais au mouvement.
Émile Hecq n'a pour sa part jamais caché son admiration initiale de l'œuvre de Pablo Picasso, en particulier des Demoiselles d'Avignon (son premier thème pictural de La dame d'acier est du reste dit également « période picassiste »). Marcel-André Stalter lui reconnait toutefois une peinture totalement personnelle « en ce qu'elle se distingue de Picasso et de Karel Appel par une rondeur des formes et une souplesse nonchalante qui sont des constantes chez lui ». La matière très colorée et la truculence de ses thèmes font que l'on voit également en lui un héritier de James Ensor.
La première exposition personnelle d'Émile Hecq se tient en 1948 à Mons. Il s'installe la même année à Paris où il trouve à ses œuvres un premier marchand, Émile Vinot. Il effectue ses premiers séjours à Argelès-sur-Mer, plus encore à Collioure, surtout enfin dans l'Ile de Ré où il acquiert une ruine dans le village de Loix pour la restaurer en résidence-atelier et pour y vivre de 1950 à 1953, date de sa première exposition en France à partir de laquelle il se partage entre Paris et Loix.
Émile Hecq choisit en 1975 de vivre à Sempy dans le Pas-de-Calais tout en restant fidèle à l'Ile de Ré où il s'installe dans un second temps au Bois-Plage-en-Ré.

## Thèmes picturaux
- La dame d'acier, 1953
- Les trognes, 1954
- Les bleues de l'Ile de Ré (grands formats), 1955-1956
- Portraits, Oiseaux, Poissons (Huiles sur toiles, petits formats, pâte épaisse), 1957
- Les baigneuses au ballon, 1957, sujet s'inscrivant dans le thème du sport du Salon des peintres témoins de leur temps[7]
- Bouquets noirs, Nocturnes, 1960-1961
- Les Brunes, 1962-1964
- Hommes à la pipe, 1965-1966
- Les Baigneuses, 1967
- Les jardins ou Natures folles, 1967-1968
- Les Strates, 1969-1970
- Les Cocasses, 1971
- Les Sinistrosés, 1975
- Les déquinavorés, les jacassins, 1976
- Les temps noirs (papiers marouflés), 1977-1978
- Les Carcéraires, 1982
- Les Carnavalesques, 1982
- Les Blafards, 1984-1985
- Les Couples, 1986
- Les Bouquets, 1988
- Les Vénitiens, 1989
- Noir et blanc, 1990
- Les Imbricats (collages), (1987-1991)
- Les Cantatrices, 1992-1997
- Les bomb'arlouille, 1999-2000

## Expositions personnelles
- Galerie du Sagittaire, Mons 1948.
- Galerie Raymond Creuze, Paris, 1953, 1954, 1955, 1957, 1958[8], 1959.
- Galerie Apollo, Bruxelles, 1956[9].
- Palais des beaux-arts de Bruxelles, 1956[7],[10].
- Galerie Di Méo, Paris, 1962[9].
- Galerie Joël France, Paris, 1968.
- Galerie Sisley, Paris, 1974, 1975, 1976[9].
- Palais des beaux-arts, Charleroi, 1975[10],[9].
- Auberge du Caillou-sur-Bique, Roisin, 1976.
- Émile Hecq, vingt ans de peinture, Balcon des Arts, Paris, 1979[9].
- Musée du textile, Heidelberg, 1980[9].
- Palais de l'Europe (présentation de Jean-Louis Ferrier), Le Touquet, 1980[9].
- Rétrospective Émile Hecq, musée des beaux-arts de Mons, 1985[10].
- Émile Hecq, aquarelles, Fédération du textile de la Province du Hainaut, Mons, 1986.
- Atelier Lord (présentation de Pascal Payen-Appenzeller), Paris, 1989.
- Hecq pleine sève, galerie de la Corraterie, Genève, 1989[9].
- Centre culturel de la Somme (présentation de Gérard Xuriguera), Amiens, 1990[9].
- Galerie Claudine Lustman, Paris, 1991, 1992, 1993[9].
- Galerie Contrast, Lille, 1992.
- Galerie Jean-Pierre Carlier, Le Touquet, 1992, 1993, 1994[9].
- Galerie 26, Paris, 1993[9].
- Contrast Galerie, Bruxelles, 1993.
- Émile Hecq, cinquante ans de peinture (présentation de la galerie Jean-Pierre Carlier), Palais de l'Europe, Le Touquet, 1995.
- Rétrospective Émile Hecq, Usine « L'Enchantement simple », Aubervilliers, 1997[9].
- Galerie Les Cimaises, Aéroport d'Orly-Ouest, 2000.
- Rétrospective Émile Hecq, galerie Bernaerts, Anvers, 2000.
- Galerie Alternance (Guy Lignier), Hardelot, 2001[4].
- De Loix au Bois, l'odyssée d'Émile Hecq, Saint-Martin de Ré, musée Ernest-Cognacq, juin 2013[11],[5].

## Expositions collectives
- Salon des peintres témoins de leur temps, Musée Galliera, Paris, 1957[7].
- Salon des réalités nouvelles, Paris, 1967[10],[9].
- Musée des Beaux-Arts de Mons, 1985[9].
- Salon de la Jeune Peinture, Grand Palais, Paris, 1989[9].
- Rencontres - Cinquante ans de collage, galerie Claudine Lustman, Paris, 1991[10].
- Salon Comparaisons, Paris, 1993, 1995[9].
- Groupe 109, Paris, 1993, 1995, 1997[9].
- Salon d'automne, Paris, 1998[9].
- Festival d'arts actuels de l'île de Ré, 5 au 7 juin 2015.
- St.Art - Foire européenne d'art contemporain (stand Galerie Pierre Audet, Colmar), parc des expositions de Strasbourg, novembre 2013[12].

## Réception critique
- « Ses débuts se placent sous le signe du Picasso des Demoiselles d'Avignon, un Picasso passé au prisme et coloré avec une violence rare. Cette vigueur juvénile s'est ensuite décantée dans des tableaux de plus en plus grands et de plus en plus simples ou revit toute la tradition flamande de peinture narrative et la verve des sculpteurs d'anges des cathédrales gothiques. De récents paysages ne sont plus que de grandes plages de couleur, vrillées de taches de feu. » - Pierre Descargues[7]
- « Émile Hecq est doué d'un tempérament d'une incroyable puissance. "La toile tremble devant moi" pourrait-il dire ! Ses compositions à tendances abstraites sont d'un fauvisme hardi. » - Henri Héraut[8]
- « Un créateur solitaire que Raymond Creuze fut le premier à exposer en 1953. Après des toiles picassiennes clamant son admiration pour Les Demoiselles d'Avignon, son écriture évolue vers une peinture narrative pleine de force colorée, dans la grande tradition flamande, vers des images fougueuses, baroques et truculentes, souvent axées sur le thème du hibou et des clowns musiciens. » - Gérald Schurr[6]
- « Ayant subi d'abord l'influence de Pablo Picasso, dans ses aspects expressionnistes, il a évolué vers un expressionnisme de la pâte colorée, plus dans la tradition flamande. Il travaille par séries, dans de vastes toiles qu'il pose généralement à terre, explorant un thème jusqu'au bout : paysages dépouillés (1954-1956), figures monumentales très en pâte (1963), espaces abstraits envahis par la gestuelle, à l'acrylique 1977). Il réalise également des collages, ainsi dans la série Imbricats (1987-1991) dans laquelle il insère au cœur de la peinture, au cœur de la matière et de la couleur, des objets ramassés au bord des plages. En marge des principaux courants, il poursuit ses recherches, transfigurant d'un geste l'horizon de la toile. » - Dictionnaire Bénézit[10]
- « L'œuvre d'Émile Hecq suit plusieurs styles parallèles selon les thèmes, des paysages abstraits vers 1968, des accents cubistes dans les années 1956-1960, un écho de certaines avancées de Pablo Picasso avec le traitement déformé et vu sous des perspectives contradictoires de l'être humain.  Vus de face et de profil tout à la fois, les personnages remplissent l'espace de la toile. Mais c'est surtout sur leurs visages et leur regard que l'artiste insiste, et la force d'expression découle de cette exagération et dominance. Il explore l'humanité contemporaine, ses joies et plaisirs, comme dans le tableau de ces Personnages au bord de la mer, ses peurs et angoisses comme dans la série des Sinistrosés de 1975. Il travaille sur l'émergence des sentiments humains en peinture dans une représentation brute et primaire, violente même parfois. Nulle concession à la beauté, nulle concession à l'homme et ses travers non plus. Sa peinture est assassine, mais non dépourvue de tendresse dans l'observation des humains… Serait-ce parce qu'Émile Hecq est parvenu à une certaine facilité technique au cours de ses longues années d'expérimentations que son œuvre a pris une telle expression de puissance, une telle présence obsédante ? On croit y déceler les turbulences de notre monde, sans que rien ne soit clairement posé. C'est sa force. » - Dominique Stal[9]

## Collections publiques

### Allemagne
- Heidelberg, Heidelberger Kunstverein.

### Belgique
- Bruxelles, Collections du ministère de la Communauté française de Belgique[13].
- La Louvière, Province du Hainaut.
- Musée des Beaux-Arts de Mons.

### France
- Musée national d'art moderne, Paris, Le guet, huile sur toile 130x140cm, 1953[14].